# Patric Suter
Patric Suter (* 17. Mai 1977 in Schaffhausen) ist ein ehemaliger Schweizer Leichtathlet. Er ist Schweizer Rekordhalter im Hammerwurf. 

## Leben
Der in Winterthur wohnhafte Suter startete für den Verein Hochwacht Zug, sein Trainer war der ehemalige russische Top-Hammerwerfer Wassili Sidorenko.
Obwohl Suter die Limite für die Leichtathletik-Weltmeisterschaften 2007 in Osaka erfüllt hatte, wurde er von Swiss Athletics nicht selektioniert. Gemäss Swiss Athletics habe sich Suter nicht an die Regeln gehalten, weil er nicht an der Schweizer Meisterschaft teilgenommen hatte. Zudem sei der in Georgien trainierende Suter seiner Meldepflicht bei der Fachkommission für Dopingbekämpfung nicht nachgekommen.
Aufgrund der Querelen gab Suter im Dezember 2007 nach einer dreimonatigen Dopingsperre seinen Rücktritt vom Spitzensport bekannt.

## Prozess
Am 19. Juni 2009 wurde Suter als einer von drei mutmasslichen Tätern eines dreifachen Raubmordes (sog. «Schenkkreis-Morde») an einer Familie vom 5. Juni 2009 in Grenchen verhaftet. Im August 2009 gestand Suter die Ermordung des Ehepaars. Wie sich im Zuge der Ermittlungen herausstellte, gehörte Suter demselben Schenkkreis wie die Mordopfer an und steckte in finanziellen Schwierigkeiten, die auf seine Drogensucht zurückzuführen waren. Am 25. Mai 2012 wurden Suter und die zwei anderen Angeklagten vom Amtsgericht Solothurn-Lebern wegen mehrfachen Mordes und weiterer Delikte zu einer lebenslangen Freiheitsstrafe verurteilt. Als Tatmotiv sah das Gericht Habgier. Alle drei Verurteilten legten Berufung gegen das Urteil ein, das Solothurner Obergericht bestätigte das Urteil im Januar 2014. Das Urteil wurde ans Bundesgericht weitergezogen. Das Bundesgericht kam in den am 12. Februar 2015 publizierten Urteilen zum Schluss, dass die Vorinstanz korrekt vorgegangen ist und die Urteile nicht willkürlich sind. Alle drei Urteile wurden somit vom Bundesgericht bestätigt.

## Erfolge
- 1998: Schweizer Meister
- 1999: Schweizer Meister
- 2000: Schweizer Meister
- 2004: 21. Olympische Spiele Athen
- 2005: Schweizer Meister; Teilnehmer Weltmeisterschaften
- 2006: Schweizer Meister

## Persönliche Bestleistungen
- Hammerwurf: 80,51 m, 17. September 2003 in Löffingen (Schweizer Rekord)